# Ореховая Падь (остановочный пункт)
Оре́ховая Падь – остановочный пункт Восточно-Сибирской железной дороги на Транссибирской магистрали в Слюдянском районе Иркутской области.
Находится на 5335 километре Транссиба на территории посёлка Орехово.
Относится к Улан-Удэнскому региону Восточно-Сибирской железной дороги.

## Пригородное сообщение по станции
| № поезда | Маршрут движения     | № поезда | Маршрут движения     |
| -------- | -------------------- | -------- | -------------------- |
| 6601     | Выдрино — Слюдянка I | 6602     | Слюдянка I — Выдрино |
| 6605     | Выдрино — Слюдянка I | 6606     | Слюдянка I — Выдрино |